# 胡蒂爾扎瓦利亞
50°2′40″N 25°46′59″E / 50.04444°N 25.78306°E
胡蒂爾扎爾利亞（羅馬化：Khutir Zavallia）是位於烏克蘭西部特諾皮爾州克列梅涅茨區的村莊，面積1.72平方公里，海拔高度410米，2001年人口1。